# 웨스트우드/랜초파크역
웨스트우드/랜초파크역(Westwood/Rancho Park Station)은 로스앤젤레스 메트로의 전철역 중 하나이다. 웨스트로스앤젤레스의 랜초파크 인근에 있는 웨스트우드 대로(Westwood Boulevard)와 엑스포지션 대로(Exposition Boulevard)의 교차로에 위치하며, 현재 엑스포선이 운행되고 있다.
비록 반대자들이 공사를 중단하라는 소송을 제기했지만, 결과적으로 이루어지지 못했다(아래 건설 반대 문단 참조).

## 역 구조
| 승강장 | E선                             | ← 엑스포/세풀베다역 Expo/Sepulveda Station ← 다운타운 샌타모니카역 행 (종착점행) |
| 승강장 | 섬식 승강장, 왼쪽 출입문이 열림 |                                                                                  |
| 승강장 | E선                             | → 팜스역 Palms Station → 7번가/메트로센터역 행 (기점행)                          |

웨스트우드/랜초파크역은 웨스트우드 대로(Westwood Boulevard)에서 동쪽으로, 웨스트우드 대로와 오버랜드 애비뉴(Overland Avenue) 사이에 있는 엑스포지션 대로(Exposition Boulevard)에 위치해 있다. 그리고 웨스트우드 남쪽, 센추리 시티 남서쪽에 있는 부유한 단독주택 지역인 랜초파크에 있다. 이 역에서 도보 거리에 웨스트사이드 파빌리온 쇼핑몰이 있다.
최종 환경영향명세서에는 이 역에 170개 노면주차공간이 포함되었으며, 대중교통 이용자를 위해 모든 주차구공간을 해제할 수 있는 선택사항(지역주민을 위한 주차공간 20개 제공)이 포함됐다. 2011년 3월, 엑스포 이사회는 주차 금지 옵션을 승인했다. 1마일도 채 떨어지지 않은 엑스포/세풀베다역에는 주차장이 있다.

## 건설 반대
최종 EIR에서 메트로 직원들은 엑스포 선을 따라 랜초파크(웨스트우드 역 포함)를 경유해 평면으로 추천했다. EIR 과정에서 NFSR(Neighbors For Smart Rail)로 알려진 공동체 집단이 이 ROW를 통해 평면 경전철을 반대하기 위해 조직되었다. 이 단체는 이 설계가 지정된 대로 건설될 경우 위험할 것이며, 메트로가 환경법을 준수하지 않았다고 주장한다. 메트로가 공개적으로 이 주장에 대해 이의를 제기했고, 현재 설계를 지지하는 여러 그룹도 마찬가지였다.
2010년 3월 5일, NFSR은 엑스포 선 2단계 건설 중단 소송을 제기했다. 이 소송은 2011년 2월 22일 캘리포니아주 고등법원에 의해 기각되었다.

## 연결 가능한 대중교통
- 컬버 시티버스: 3
- 샌타모니카 빅 블루 버스: 8, Rapid 12